# Allen Hoskins
Allen Clayton Hoskins (Boston, 9 agosto 1920 – Oakland, 26 luglio 1980) è stato un attore statunitense, noto come attore bambino per aver interpretato il personaggio di Farina in 106 episodi della serie Simpatiche canaglie tra il 1922 e il 1931, e uno dei primi afro-americani ad avere un ruolo da protagonista nel cinema di Hollywood.

## Biografia
Allen Hoskins nasce a Boston nel 1920, ma subito dopo la sua famiglia si trasferì a Los Angeles. Qui comincia giovanissimo la sua esperienza di attore bambino, "scoperto" già alla tenera età di 14 mesi ed aggregato al gruppo di bambini delle Simpatiche canaglie, con il quale interpreterà più di cento episodi tra il 1922 e il 1931. Il nome Farina gli venne dato da un tipo di cereali molto popolare a quel tempo.
Presentato con le sue caratteristiche treccine, all'inizio recita indistintamente ed indifferentemente come bambino o bambina ed è impiegato in ruoli stereotipati di afroamericano nella tradizione del personaggio di Topsy ne La capanna dello zio Tom. Nei primi anni fa da spalla ad altri attori bambini afroamericani più grandi e più esperti di lui: Ernest "Sunshine Sammy" Morrison (1922-24) e Eugene "Pineapple" Jackson (1924-25). Con il passare degli anni tuttavia Hoskins acquistò sempre più una propria distinta e forte personalità che ne fece uno dei personaggi più amati della serie. L'impegno come attore è a tempo pieno; Allen cresce letteralmente sul set cinematografico dove nelle pause un'insegnante fa scuola agli attori bambini presenti e a distanza di anni lo ricorderà come un allievo tra i più intelligenti e dotati. La zia, Edith Fortier, che gli fa da tutrice, quando serve si presta anch'essa a fare da comparsa. Anche la sorella minore di Allen, Jannie Hoskins (Mango), vive e recita a suo fianco in 23 episodi della serie, tra il 1923 e il 1929.
Non era facile a quel tempo, nell'era della segregazione, essere un attore afroamericano e ancor meno esserlo da bambini. Il set delle Simpatiche canaglie a quel tempo era forse l'unico posto dove si desse ad Hollywood la possibilità ad attori afroamericani di interagire da co-protagonisti con attori bianchi. I piccoli interpreti della serie (Ernest Morrison, Eugene Jackson, Allen Hoskins e le piccole Dorothy Morrison e Jannie Hoskins), assieme ai loro coetanei (i Berry Brothers, Jimmy Robinson e Hannah Washington) presenti in serie di imitazione prodotte da altre compagnie, furono gli unici attori bambini afroamericani a ritagliarsi un ruolo di un qualche rilievo nel cinema muto americano, nonostante i personaggi fortemente stereotipati loro affidati.
Allen affrontò senza problemi la transizione dal muto al sonoro, ma nel 1931, ad undici anni, era ormai divenuto troppo grande per le Simpatiche canaglie. Per quanto fosse divenuto a quel punto l'attore più pagato della serie, nemmeno Hollywood era in grado di offrirgli come afroamericano alcun futuro di attore. La realtà fu spietata: nel gennaio 1931 Farina era una stella del cinema, dal luglio 1931 era senza lavoro. Il suo posto nel gruppo delle Simpatiche canaglie fu preso da Matthew "Stymie" Beard, il cui personaggio però si ricollegava più al modello di Ernest "Sunshine Sammy" Morrison e Eugene "Pineapple" Jackson. Per vedere il vero erede di Hoskins si dovrà attendere l'arrivo di Billie "Buckwheat" Thomas che dal 1934 al 1944 ripeterà il successo e lo stile del mai dimenticato "Farina". Matthew Beard e Billie Thomas saranno con Paul White e Philip Hurlic i principali attori bambini afroamericani degli anni trenta.
Per Hoskins intanto seguirono anni difficili, in cui gli si offrirono solo alcune esperienze nel vaudeville in coppia con la sorella e piccole parti cinematografiche, invitato in alcune occasioni speciali a riunirsi al cast delle Simpatiche canaglie. Arruolatosi nell'esercito nel 1940, combatté durante la seconda guerra mondiale nel Pacifico del Sud, raggiungendo il grado di sergente.
Nel dopoguerra Hoskins lasciò definitivamente il mondo dello spettacolo, dedicandosi dal 1955 nell'area di Los Angeles alla riabilitazione dei disabili, e al recupero di persone afflitte da problemi di droga o da malattie mentali, e divenendo in questo campo una delle figure di primo piano in California.
Nel 1975 il suo ruolo di pioniere come uno dei primi attori afroamericani del cinema fu riconosciuto attraverso la sua inclusione nella Black Filmmakers Hall of Fame in occasione della cerimonia per la seconda edizione dell'Oscar Micheaux Award tenutasi al Paramount Theatre a Oakland, CA.
Morì di cancro, nel 1980, a pochi giorni dal suo 60º compleanno e fu sepolto ad Oakland, CA.

## Riconoscimenti
- Young Hollywood Hall of Fame (1920's)

## Filmografia parziale
- Simpatiche canaglie (1922-1933)
- Playin' Hookey, regia di Robert A. McGowan (1928)